# استاریست
استاریست (به لاتین: Straište) یک منطقهٔ مسکونی در بوسنی و هرزگوین است که در ماگلای واقع شده‌است.